# 호라산밀
호라산 밀(Khorasan wheat)은 '카무트'로 알려진 다배체 밀 종으로, 일반적인 밀과 달리 영양 밀도가 높은 고섬유질의 고대곡물, 슈퍼푸드, 오리엔탈 밀로 불린다. 카무트는 호라산 밀의 특정 브랜드나 생산 지역들 중 하나로, 호라산 밀은 일종의 품종을 나타내는 고유명사이며, 카무트는 단지 하나의 브랜드일뿐 호라산밀 전체를 지칭하지는 않는다.

## 같이 보기
- 듀럼밀
- 스펠트밀